# Kirił Miłanow
Kirił Miłanow (bułg. Кирил Миланов, ur. 17 września 1948 w Dupnicy, zm. 25 stycznia 2011 w Sofii) – piłkarz bułgarski grający na pozycji napastnika. W swojej karierze rozegrał 21 meczów w reprezentacji Bułgarii i strzelił w niej 4 gole.

## Kariera klubowa
Swoją karierę piłkarską Miłanow rozpoczął w klubie Marek Dupnica. W 1966 roku awansował do kadry pierwszego zespołu i w sezonie 1966/1967 zadebiutował w nim w rozgrywkach pierwszej ligi bułgarskiej. W 1967 roku spadł z Markiem do drugiej ligi, ale już w 1968 roku wrócił do pierwszej. W 1971 roku odszedł do Akademika Sofia, w którym grał przez dwa sezony.
W 1973 roku Miłanow został zawodnikiem Lewskiego Sofia. W sezonach 1973/1974 i 1976/1977 wywalczył z Lewskim dwa tytuły mistrza Bułgarii. W 1976 i 1977 roku zdobywał Puchar Bułgarii. W sezonie 1976/1977 był najlepszym strzelcem edycji Pucharu Zdobywców Pucharów, w której strzelił 13 goli. 10 z nich strzelił w dwumeczu pierwszej rundy z Lahden Reipas (12:2, 7:1). Swoją karierę zakończył w po sezonie 1977/1978.

## Kariera reprezentacyjna
W reprezentacji Bułgarii Miłanow zadebiutował 18 kwietnia 1973 roku w przegranym 2:5 meczu Balkan Cup 1973/76 z Turcją, w którym strzelił gola. W 1974 roku został powołany do kadry na Mistrzostwa Świata w RFN. Na tym turnieju był rezerwowym zawodnikiem i nie rozegrał żadnego spotkania. Od 1973 do 1977 roku rozegrał w kadrze narodowej 21 meczów i strzelił w nich 4 gole.
| Mecze i gole w reprezentacji | Mecze i gole w reprezentacji | Mecze i gole w reprezentacji | Mecze i gole w reprezentacji | Mecze i gole w reprezentacji | Mecze i gole w reprezentacji | Mecze i gole w reprezentacji |
| #                            | Data                         | Stadion                      | Rywal                        | Wynik                        | Gol                          | Rozgrywki                    |
| 1973                         | 1973                         | 1973                         | 1973                         | 1973                         | 1973                         | 1973                         |
| ---------------------------- | ---------------------------- | ---------------------------- | ---------------------------- | ---------------------------- | ---------------------------- | ---------------------------- |
| 1.                           | 18.04.1973                   | Izmir, Turcja                | Turcja                       | 2:5                          | 1                            | Balkan Cup 1973/76           |
| 2.                           | 26.09.1973                   | Sheffield, Anglia            | Anglia                       | 0:0                          | 0                            | el. MŚ 1974                  |
| 3.                           | 13.10.1973                   | Lizbona, Portugalia          | Portugalia                   | 2:2                          | 0                            | el. MŚ 1974                  |
| 4.                           | 18.11.1973                   | Sofia, Bułgaria              | Cypr                         | 2:0                          | 0                            | el. MŚ 1974                  |
| 1973                         |                              |                              |                              |                              |                              |                              |
| 5.                           | 06.02.1974                   | Morfu, Cypr                  | Cypr                         | 4:1                          | 0                            | towarzyski                   |
| 6.                           | 08.02.1974                   | Kuwejt, Kuwejt               | Kuwejt                       | 3:1                          | 0                            | towarzyski                   |
| 7.                           | 10.02.1974                   | Kuwejt, Kuwejt               | Kuwejt                       | 2:1                          | 0                            | towarzyski                   |
| 8.                           | 13.04.1974                   | Płowdiw, Bułgaria            | Czechosłowacja               | 0:1                          | 0                            | towarzyski                   |
| 9.                           | 25.05.1974                   | Sofia, Bułgaria              | Korea Północna               | 6:1                          | 0                            | towarzyski                   |
| 1975                         |                              |                              |                              |                              |                              |                              |
| 10.                          | 11.06.1975                   | Sofia, Bułgaria              | Malta                        | 5:0                          | 1                            | el. ME 1976                  |
| 11.                          | 08.10.1975                   | Alicante, Hiszpania          | Hiszpania                    | 1:2                          | 0                            | kwal. IO 1976                |
| 12.                          | 12.11.1975                   | Sofia, Bułgaria              | Hiszpania                    | 1:1                          | 0                            | kwal. IO 1976                |
| 13.                          | 19.11.1975                   | Stuttgart, RFN               | RFN                          | 0:1                          | 0                            | el. ME 1976                  |
| 14.                          | 21.12.1975                   | Gżira, Malta                 | Malta                        | 2:0                          | 0                            | el. ME 1976                  |
| 1976                         |                              |                              |                              |                              |                              |                              |
| 15.                          | 14.04.1976                   | Stara Zagora, Bułgaria       | Turcja                       | 3:0                          | 1                            | kwal. IO 1976                |
| 16.                          | 22.09.1976                   | Sofia, Bułgaria              | Turcja                       | 1:1                          | 0                            | towarzyski                   |
| 17.                          | 09.10.1976                   | Sofia, Bułgaria              | Francja                      | 2:2                          | 0                            | el. MŚ 1978                  |
| 18.                          | 27.10.1976                   | Sliwen, Bułgaria             | NRD                          | 0:4                          | 0                            | towarzyski                   |
| 1977                         |                              |                              |                              |                              |                              |                              |
| 19.                          | 30.01.1977                   | Nikozja, Cypr                | Cypr                         | 2:1                          | 1                            | towarzyski                   |
| 20.                          | 16.02.1977                   | Stambuł, Turcja              | Turcja                       | 0:2                          | 0                            | Balkan Cup 1977/80           |
| 21.                          | 01.06.1977                   | Sofia, Bułgaria              | Irlandia                     | 2:1                          | 0                            | el. MŚ 1978                  |